# Visionary: The Video Singles
Visionary: The Video Singles è un cofanetto in tiratura limitata contenente 20 dei singoli di maggior successo di Michael Jackson accompagnati dal relativo video e pubblicati in versione DualDisc (un lato CD un lato DVD) dalla Sony Music nel 2006.
I 20 singoli vennero scelti tra le varie canzoni del cantante arrivate alla numero 1 nelle classifiche mondiali che fossero state accompagnate da un videoclip, rispettivamente dall'uscita del disco Off The Wall del 1979 fino a Blood on the Dance Floor: HIStory in the Mix del 1997.
Grazie alla pubblicazione quasi settimanale di ogni singolo, questa compilation ha permesso a molti dei singoli di Jackson di rientrare nelle principali classifiche mondiali facendo infrangere al cantante anche un nuovo record mondiale nel Guinness dei Primati: quello per il Maggior numero di singoli nella classifica del Regno Unito entrando con 19 singoli nella Top 40.

## Descrizione

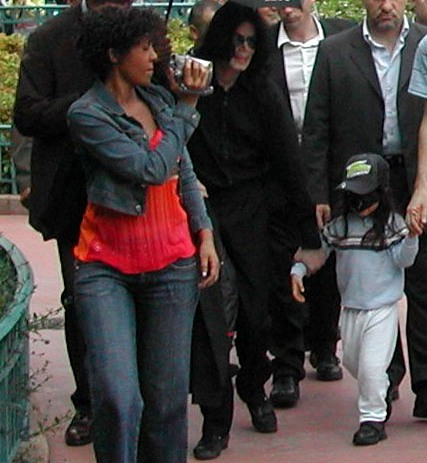
Michael Jackson a Disneyland Paris nel 2006.

Il cofanetto è di forma cubica in modo che possano essere contenuti al suo interno i 20 singoli in edizione digipack. La copertina mostra un'immagine di profilo di Jackson tratta da un servizio fotografico di Sam Emerson realizzato nel periodo Bad (1987-1989), ed è stata realizzata tramite un effetto ottico: l'immagine è infatti composta da tantissimi fotogrammi tratti dai video contenuti nel cofanetto che messi insieme formano il volto di Michael Jackson. Ogni singolo è stato pubblicato in versione DualDisc, per far sì che oltre al singolo in versione audio su di un lato si potesse affiancare il relativo video sull'altro lato. Nella sezione audio del DualDisc è presente, oltre al singolo originale, anche una versione remixata.

## Pubblicazione
La prima versione in Europa è stata pubblicata il 20 febbraio 2006 con il singolo Thriller (contenuto già all'interno del cofanetto) seguito da Don't Stop 'Til You Get Enough, considerato primo singolo uscito di questa raccolta dato che furono ripubblicati in ordine cronologico per uscita originale. L'ultimo singolo, Blood on the Dance Floor, venne pubblicato il 26 giugno 2006. Il 14 novembre 2006 è uscito il cofanetto completo con tutti e 20 i singoli anche negli Stati Uniti.

## Tracce
1. Thriller
  - 1. Thriller (Remixed Short Version) – 4:09
  - 2. Thriller (Album Version) – 5:58
  - 3. Thriller (videoclip)
2. Don't Stop 'Til You Get Enough
  - 1. Don't Stop 'Til You Get Enough (7" Edit) – 3:59
  - 2. Don't Stop 'Til You Get Enough (Original 12" Edit) – 5:52
  - 3. Don't Stop 'Til You Get Enough (videoclip)
3. Rock with You 
  - 1. Rock with You (7" Edit) – 3:23
  - 2. Rock with You (Masters at Work Remix) – 5:33
  - 3. Rock with You (videoclip)
4. Billie Jean 
  - 1. Billie Jean – 4:54
  - 2. Billie Jean (Original 12" Version) – 6:23
  - 3. Billie Jean (videoclip)
5. Beat It
  - 1. Beat It – 4:18
  - 2. Beat It (Moby's Sub Mix) – 6:11
  - 3. Beat It (videoclip)
6. Bad
  - 1. Bad (7" Single Mix) – 4:07
  - 2. Bad (Extended Dance Mix) - include False Fade – 8:22
  - 3. Bad (videoclip)
7. The Way You Make Me Feel
  - 1. The Way You Make Me Feel (7" Version) – 4:26
  - 2. The Way You Make Me Feel (Extended Dance Mix) – 7:53
  - 3. The Way You Make Me Feel (videoclip)
8. Dirty Diana
  - 1. Dirty Diana (7" Single Mix) – 4:41
  - 2. Dirty Diana (Instrumental) – 4:41
  - 3. Dirty Diana (videoclip)
9. Smooth Criminal
  - 1. Smooth Criminal (7" Version) – 4:11
  - 2. Smooth Criminal (Extended Dance Mix) – 7:46
  - 3. Smooth Criminal (videoclip)
10. Leave Me Alone
  - 1. Leave Me Alone – 4:39
  - 2. Another Part of Me (Extended Dance Mix) – 6:17
  - 3. Leave Me Alone (videoclip)
11. Black or White
  - 1. Black or White (Single Version) – 3:21
  - 2. Black or White (Clivilles & Cole House Guitar Radio Mix) – 3:49
  - 3. Black or White (videoclip versioni lunga e corta)
12. Remember the Time
  - 1. Remember the Time (7" Main Mix) – 3:55
  - 2. Remember the Time (New Jack Jazz Mix) – 5:05
  - 3. Remember the Time (videoclip)
13. In the Closet
  - 1. In the Closet (7" Edit) – 4:47
  - 2. In the Closet (Club Mix) – 8:00
  - 3. In the Closet (videoclip)
14. Jam
  - 1. Jam (7" Edit) – 4:10
  - 2. Jam (Silky 12" Mix) – 6:26
  - 3. Jam (videoclip)
15. Heal the World
  - 1. Heal the World (7" Edit) – 4:32
  - 2. Will You Be There (Single Version) – 5:21
  - 3. Heal the World (videoclip con introduzione)
16. You Are Not Alone
  - 1. You Are Not Alone (Radio Edit) – 4:34
  - 2. You Are Not Alone (Classic Club Mix) – 7:36
  - 3. You Are Not Alone (videoclip)
17. Earth Song
  - 1. Earth Song (Radio Edit) – 5:02
  - 2. Earth Song (Hani's Extended Radio Experience) – 4:32
  - 3. Earth Song (videoclip)
18. They Don't Care About Us
  - 1. They Don't Care About Us (LP Edit) – 4:09
  - 2. They Don't Care About Us (Love to Infinity's Walk in the Park Mix) – 7:18
  - 3. They Don't Care About Us (videoclip versione brasiliana)
19. Stranger in Moscow
  - 1. Stranger in Moscow – 5:22
  - 2. Stranger in Moscow (Tee's in-House Club Mix) – 6:54
  - 3. Stranger in Moscow (videoclip)
20. Blood on the Dance Floor
  - 1. Blood on the Dance Floor – 4:14
  - 2. Blood on the Dance Floor (Fire Island Vocal Mix) – 8:55
  - 3. Blood on the Dance Floor (videoclip)

## Singoli nelle classifiche
Nota: le posizioni originali dei singoli sono indicate tra parentesi
| Data              | Titolo                                                     | Regno Unito                             | Australia             | Spagna               | Italia                |
| Febbraio 20, 2006 | "Thriller" (più il box da collezione in tiratura limitata) | non leggibile in classifica (numero 10) | numero 55 (numero 4)  | numero 1 (numero 1)  | numero 2 (numero 29)  |
| Febbraio 20, 2006 | "Don't Stop 'til You Get Enough"                           | numero 17 (numero 3)                    | numero 66 (numero 1)  | numero 2             | numero 6 (numero 43)  |
| Febbraio 27, 2006 | "Rock with You"                                            | numero 15 (numero 7)                    | numero 55 (numero 4)  | numero 1             | numero 9              |
| Marzo 6, 2006     | "Billie Jean"                                              | numero 11 (numero 1)                    | numero 58 (numero 1)  | numero 1 (numero 1)  | numero 3 (numero 1)   |
| Marzo 13, 2006    | "Beat It"                                                  | numero 15 (numero 3)                    | numero 66 (numero 2)  | numero 1             | numero 12 (numero 21) |
| Marzo 20, 2006    | "Bad"                                                      | numero 16 (numero 3)                    | numero 91 (numero 4)  | numero 1 (numero 1)  | numero 5 (numero 1)   |
| Marzo 27, 2006    | "The Way You Make Me Feel"                                 | numero 17 (numero 3)                    | numero 79 (numero 5)  | numero 1 (numero 2)  | numero 7 (numero 4)   |
| Aprile 3, 2006    | "Dirty Diana"                                              | numero 17 (numero 4)                    | numero 60 (numero 26) | numero 1 (numero 22) | numero 6 (numero 23)  |
| Aprile 10, 2006   | "Smooth Criminal"                                          | numero 19 (numero 8)                    | numero 88 (numero 29) | numero 1 (numero 1)  | numero 6 (numero 11)  |
| Aprile 17, 2006   | "Leave Me Alone"                                           | numero 15 (numero 2)                    | numero 68 (numero 37) | numero 1 (numero 5)  | numero 8 (numero 11)  |
| Aprile 24, 2006   | "Black or White"                                           | numero 18 (numero 1)                    | numero 56 (numero 1)  | numero 2 (numero 1)  | numero 7 (numero 1)   |
| Maggio 1, 2006    | "Remember the Time"                                        | numero 22 (numero 3)                    | numero 72 (numero 6)  | numero 2 (numero 3)  | numero 10 (numero 8)  |
| Maggio 8, 2006    | "In the Closet"                                            | numero 20 (numero 8)                    | numero 68 (numero 5)  | numero 2 (numero 9)  | numero 9 (numero 5)   |
| Maggio 15, 2006   | "Jam"                                                      | numero 22 (numero 13)                   | numero 60 (numero 11) | numero 1             | numero 11 (numero 7)  |
| Maggio 22, 2006   | "Heal the World"                                           | numero 27 (numero 2)                    | numero 63 (numero 20) | numero 1             | numero 4 (numero 14)  |
| Maggio 29, 2006   | "You Are Not Alone"                                        | numero 30 (numero 1)                    | numero 65 (numero 7)  | numero 1             | numero 5 (numero 3)   |
| Giugno 5, 2006    | "Earth Song"                                               | numero 34 (numero 1)                    | numero 67 (numero 15) | numero 1 (numero 1)  | numero 15 (numero 6)  |
| Giugno 12, 2006   | "They Don't Care About Us"                                 | numero 26 (numero 4)                    | numero 75 (numero 16) | numero 2 (numero 11) | numero 9 (numero 1)   |
| Giugno 19, 2006   | "Stranger in Moscow"                                       | numero 22 (numero 4)                    | numero 65 (numero 14) | numero 1 (numero 1)  | numero 8 (numero 1)   |
| Giugno 26, 2006   | "Blood on the Dance Floor"                                 | numero 19 (numero 1)                    | (numero 5)            | numero 1 (numero 1)  | numero 10 (numero 1)  |